# 瑞穂町
瑞穂町（みずほまち）は、東京都の多摩地域北西部に位置し、西多摩郡に属する町。

## 概要
多摩地域に3つある町のひとつ。狭山丘陵の西端に位置している。南部は在日米軍横田基地で占められているため、人口密度が約2,000人/km2と周辺と比べて低い。人口は2005年ごろをピークに微減している。

## 地理

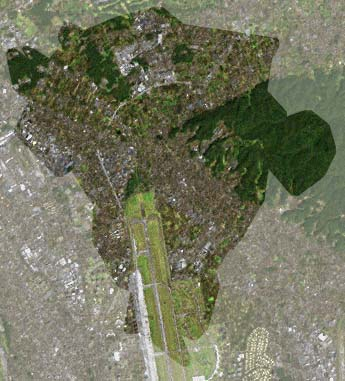
町域の衛星写真

### 地形

#### 山地
主な山
- 六道山（ろくどうやま）

#### 河川
主な川
- 残堀川
- 不老川

#### 湖沼
主な池
- 狭山池

瑞穂町の土地利用は、畑や雑木林だった所に住宅を建てるなどの開発が目立っている。狭山丘陵に位置しているため、場所によっては畑・茶園などが残り、昔の面影を留めている。

### 地域
瑞穂町では、住居表示に関する法律に基づく住居表示は実施されておらず、土地区画整理事業が完了した区域等で町名地番整理が実施されている。
| 町・字             | 設置年月日     | 住居表示実施年月日 | 住居表示実施直前の町名 | 備考                                         |
| ------------------ | -------------- | ------------------ | ---------------------- | -------------------------------------------- |
| 大字殿ケ谷         | 1940年11月10日 | 未実施             |                        | 隣接する武蔵村山市岸(横田基地内)に飛地がある |
| 大字石畑           | 1940年11月10日 | 未実施             |                        |                                              |
| 大字箱根ケ崎       | 1940年11月10日 | 未実施             |                        |                                              |
| 大字長岡下師岡     | 1940年11月10日 | 未実施             |                        |                                              |
| 大字長岡長谷部     | 1940年11月10日 | 未実施             |                        |                                              |
| 大字長岡藤橋       | 1940年11月10日 | 未実施             |                        |                                              |
| 大字二本木         | 1958年10月15日 | 未実施             |                        |                                              |
| 大字駒形富士山     | 1958年10月15日 | 未実施             |                        |                                              |
| 大字高根           | 1958年10月15日 | 未実施             |                        |                                              |
| 大字冨士山栗原新田 | 1958年10月15日 | 未実施             |                        |                                              |
| 大字武蔵           | 年月日         | 未実施             |                        |                                              |
| 箱根ケ崎東松原     | 1992年4月1日   | 未実施             |                        | 町名地番整理実施区域                         |
| 箱根ケ崎西松原     | 1992年4月1日   | 未実施             |                        | 町名地番整理実施区域                         |
| 南平一-二丁目      | 1992年4月1日   | 未実施             |                        | 町名地番整理実施区域                         |
| 長岡一-四丁目      | 1992年4月1日   | 未実施             |                        | 町名地番整理実施区域                         |
| むさし野一-三丁目  | 1992年4月1日   | 未実施             |                        | 町名地番整理実施区域                         |

### 人口
| |                                        |  |
| 瑞穂町と全国の年齢別人口分布（2005年） | 瑞穂町の年齢・男女別人口分布（2005年） |  |
| ■紫色 ― 瑞穂町 ■緑色 ― 日本全国 | ■青色 ― 男性 ■赤色 ― 女性              |  |
| 瑞穂町（に相当する地域）の人口の推移 \| 1970年（昭和45年） \| 17,687人 \| \| \| 1975年（昭和50年） \| 20,739人 \| \| \| 1980年（昭和55年） \| 22,803人 \| \| \| 1985年（昭和60年） \| 27,033人 \| \| \| 1990年（平成2年） \| 30,967人 \| \| \| 1995年（平成7年） \| 32,714人 \| \| \| 2000年（平成12年） \| 32,892人 \| \| \| 2005年（平成17年） \| 33,691人 \| \| \| 2010年（平成22年） \| 33,497人 \| \| \| 2015年（平成27年） \| 33,445人 \| \| \| 2020年（令和2年） \| 31,765人 \| \| |                                        |  |
| 総務省統計局 国勢調査より |                                        |  |
| 1970年（昭和45年） | 17,687人                               |  |
| 1975年（昭和50年） | 20,739人                               |  |
| 1980年（昭和55年） | 22,803人                               |  |
| 1985年（昭和60年） | 27,033人                               |  |
| 1990年（平成2年） | 30,967人                               |  |
| 1995年（平成7年） | 32,714人                               |  |
| 2000年（平成12年） | 32,892人                               |  |
| 2005年（平成17年） | 33,691人                               |  |
| 2010年（平成22年） | 33,497人                               |  |
| 2015年（平成27年） | 33,445人                               |  |
| 2020年（令和2年） | 31,765人                               |  |

### 隣接自治体
- 東 - 武蔵村山市、埼玉県所沢市
- 西 - 青梅市、羽村市
- 南 - 福生市
- 北 - 埼玉県入間市

## 歴史

### 古代
旧石器時代
- 人が住み始めたのは旧石器時代といわれ、浅間谷や狭山遺跡では、その頃の石槍が発見されている[2]。石槍は、瑞穂町郷土資料館に展示されている。

### 近世
江戸時代
- 江戸時代に入り、八王子千人同心が日光勤番の往復に利用する日光脇往還が町内を南北に縦断した。これを瑞穂町内では日光街道とも称する。

この街道と、奥多摩の石灰を江戸に輸送するために開かれた青梅街道との交差する箱根ヶ崎が宿駅として発達し、江戸後期には街道結節点の宿場町、陸上交通の要として栄えた。
さらに幕府の新田開発の奨励により、栗原・長谷部・下師岡の3つの新田が開かれた。

### 近代
明治
- 1889年（瑞穂町前史）に箱根ヶ崎・石畑・殿ヶ谷・長岡の4か村をもって組合を組織し、行政運営を行う[2]。

昭和
- 1940年11月10日 - 箱根ヶ崎村、石畑村、殿ヶ谷村、長岡村を廃して町制施行、瑞穂町となる。町名は当時の東京府知事・岡田周造が名付けた瑞祥地名[3][4]。

### 現代
昭和

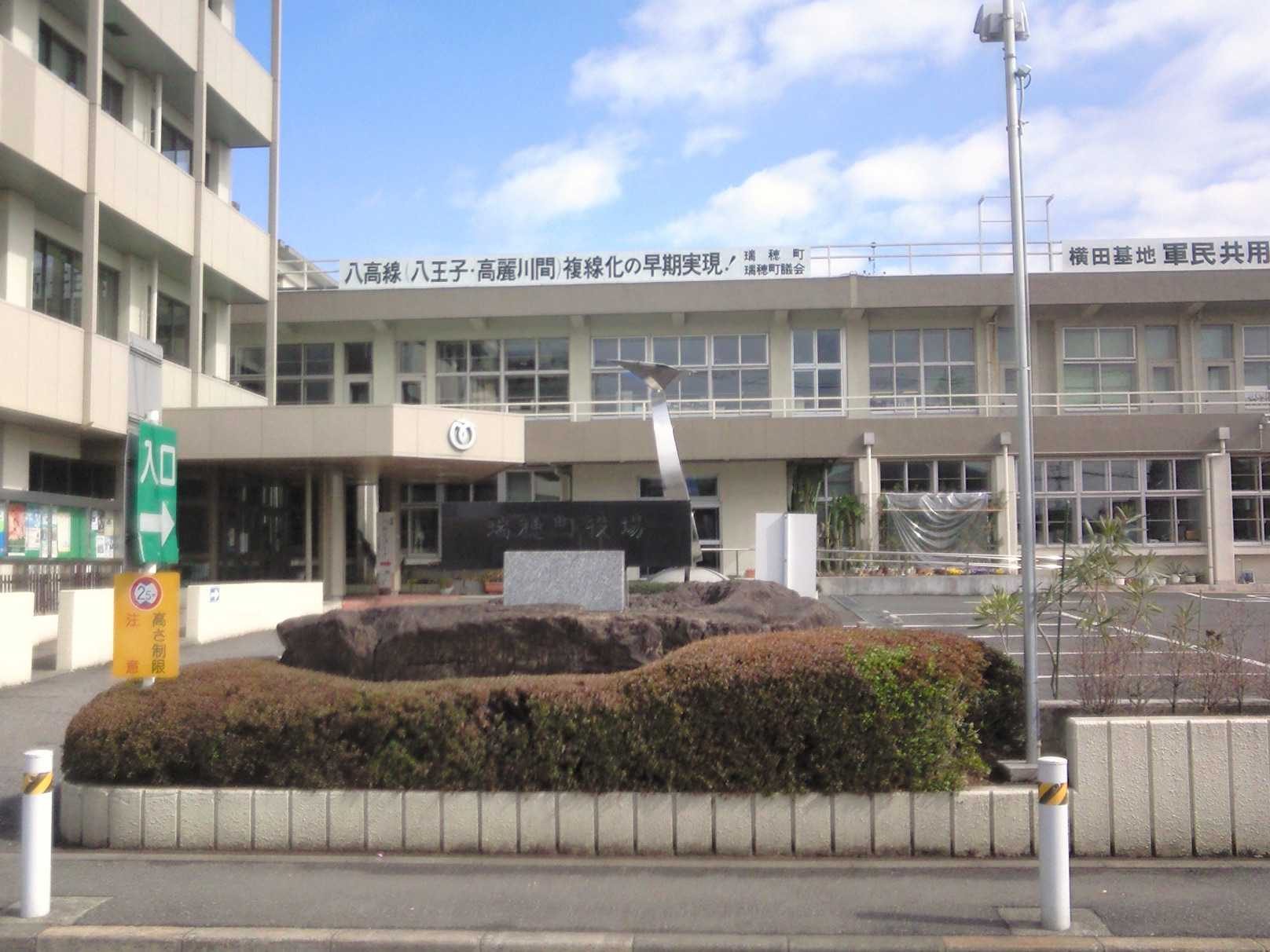
旧瑞穂町役場（2008年）

- 1958年10月15日 - 埼玉県入間郡元狭山村を編入する。なお、元狭山村のうち二本木の第二区・第三区・第四区の全域と第十区の一部、および狭山台は、前日の10月14日に入間郡武蔵町へ編入された。

令和
- 2020年（令和2年）1月6日 - 新庁舎での業務開始[5]。

## 行政
- 町長：山﨑 栄（やまざき さかえ、任期満了日 : 2029年5月15日）
- 町職員数 : 215人（2018年4月1日現在、臨時・非常勤除く）
- 当初予算規模（平成27年度） : 136.4080億円（一般会計）、93.0425億円（特別会計）

### 歴代村長
- 村山信太郎　1889年5月 - 1903年4月
- 吉岡栄蔵　1904年11月 - 1908年11月
- 関谷三五郎　1908年11月 - 1920年12月
- 吉岡栄蔵　1922年12月 - 1926年12月
- 清水弥平次　1926年12月 - 1930年12月
- 石川三津造　1930年12月 - 1936年11月
- 石塚敏之助　1937年1月 - 1940年11月

### 歴代町長
特記なき場合『瑞穂町勢要覧2016』による。
| 代               | 氏名                   | 就任             | 退任             | 備考             |
| 瑞穂町長（官選） | 瑞穂町長（官選）       | 瑞穂町長（官選） | 瑞穂町長（官選） | 瑞穂町長（官選） |
| ---------------- | ---------------------- | ---------------- | ---------------- | ---------------- |
| 1                | 石塚敏之助             | 昭和15年11月     | 昭和20年11月     |                  |
| 2                | 村山為輔               | 昭和20年12月     | 昭和26年4月      |                  |
| 瑞穂町長（公選） |                        |                  |                  |                  |
| 3                | 吉岡伊助               | 昭和26年4月      | 昭和28年6月      |                  |
| 4                | 原島治平               | 昭和28年6月      | 昭和40年5月      |                  |
| 5                | 石塚幸右衛門（敏之助） | 昭和40年5月      | 昭和48年5月      |                  |
| 6                | 吉岡親一               | 昭和48年5月      | 昭和60年5月      |                  |
| 7                | 吉岡源次               | 昭和60年5月      | 平成元年5月      |                  |
| 8                | 関谷久                 | 平成元年5月      | 平成13年5月      |                  |
| 9                | 石塚幸右衛門（彬丸）   | 平成13年5月      | 平成29年5月      |                  |
| 10               | 杉浦裕之               | 平成29年5月16日  | 令和7年5月15日   |                  |
| 11               | 山﨑 栄                | 令和7年5月16日   | 現職             |                  |

## 議会

### 瑞穂町議会
- 定数：16人　現員：14人
- 任期：2023年5月1日 - 2027年4月30日[7]
- 議長：小川龍美（おがわ たつみ）
- 副議長：下澤章夫（しもざわ あきお）

| 会派名           | 党派       | 議員名（◎：代表者）                                                       |
| ---------------- | ---------- | ------------------------------------------------------------------------- |
| 自民誠和会       | 自由民主党 | ◎下澤章夫、榎本義輝、古宮郁夫、森亘、香取幸子、大和雅彦、高橋洋子、浜﨑崇 |
| 公明党           | 公明党     | ◎小川龍美、下野義子、原隆夫                                               |
| 日本共産党       | 日本共産党 | ◎大坪国広                                                                 |
| もっと瑞穂に笑顔 | 無所属     | ◎井上一也                                                                 |
| 立憲民主党       | 立憲民主党 | ◎川島靖弘                                                                 |

### 東京都議会
2021年東京都議会議員選挙
- 選挙区：西多摩選挙区（福生市、羽村市、あきる野市、瑞穂町、日の出町、檜原村、奥多摩町）
- 定数：2人
- 任期：2021年7月23日 - 2025年7月22日
- 投票日：2021年7月4日
- 当日有権者数：205,078人
- 投票率：35.79％

| 候補者名 | 当落 | 年齢 | 党派名             | 新旧別 | 得票数   |
| -------- | ---- | ---- | ------------------ | ------ | -------- |
| 清水康子 | 当   | 54   | 都民ファーストの会 | 現     | 27,748票 |
| 田村利光 | 当   | 50   | 自由民主党         | 現     | 26,507票 |
| 宮崎太朗 | 落   | 41   | 立憲民主党         | 新     | 15,077票 |
| 高沢一成 | 落   | 47   | 無所属             | 新     | 2,126票  |
| 角田統領 | 落   | 72   | 諸派               | 新     | 555票    |

2017年東京都議会議員選挙
- 選挙区：西多摩選挙区
- 定数：2人
- 投票日：2017年7月2日
- 当日有権者数：209,019人
- 投票率：47.21％

| 候補者名 | 当落 | 年齢 | 党派名             | 新旧別 | 得票数   |
| -------- | ---- | ---- | ------------------ | ------ | -------- |
| 清水康子 | 当   | 50   | 都民ファーストの会 | 新     | 33,526票 |
| 田村利光 | 当   | 50   | 自由民主党         | 新     | 27,771票 |
| 島田幸成 | 落   | 49   | 無所属             | 現     | 23,468票 |
| 西村雅人 | 落   | 50   | 日本共産党         | 新     | 12,469票 |

### 衆議院
- 選挙区：東京25区 （青梅市、昭島市、福生市、あきる野市、羽村市、瑞穂町、日の出町、檜原村、奥多摩町）
- 任期：2021年10月31日 - 2025年10月30日
- 投票日：2021年10月31日
- 当日有権者数：413,266人
- 投票率：54.90％

| 当落 | 候補者名 | 年齢 | 所属党派   | 新旧別 | 得票数    | 重複 |
| ---- | -------- | ---- | ---------- | ------ | --------- | ---- |
| 当   | 井上信治 | 52   | 自由民主党 | 前     | 131,430票 | ○    |
|      | 島田幸成 | 53   | 立憲民主党 | 新     | 89,991票  | ○    |

## 施設

### 警察
- 警視庁福生警察署（本署は福生市）
  - 箱根ヶ崎駅前交番（箱根ケ崎）
  - 箱根ケ崎駐在所（箱根ケ崎）
  - 箱根ケ崎北駐在所（箱根ケ崎）
  - 武蔵野駐在所（むさし野）
  - 石畑上駐在所（石畑）
  - 石畑駐在所（石畑）
  - 元狭山駐在所（駒形富士山）
  - 長岡駐在所（長岡）

### 消防
- 東京消防庁福生消防署
  - 瑞穂出張所（箱根ケ崎）

### 福祉施設
- 保健センター
- ふれあいセンター
- 高齢者福祉センター「寿楽」
- 心身障害者（児）福祉センター「あゆみ」
- あすなろ児童館
- 子ども家庭支援センター「ひばり」

### 郵便番号
郵便番号は以下の通りである。
- 190-12xx：羽村郵便局（羽村市）が集配を担当

### 図書館
- 瑞穂町図書館
- 元狭山ふるさと思い出館図書館
- 長岡図書館（長岡会館内）
- 武蔵野コミュニティセンター図書館
- 殿ヶ谷図書館（殿ヶ谷会館内）

### 文化施設
- 耕心館（旧細渕家住宅）[9] - 武蔵野の旧家のたたずまいの中で展覧会やコンサートなどが開かれる。軽食・喫茶有り。

ホール・集会場
- スカイホール
- 町民会館（ホール、会議室、和室）

博物館
- 瑞穂町郷土資料館（大字駒形富士山316-5、耕心館の隣）　愛称は「けやき館」。
- 元狭山ふるさと思い出館（旧元狭山村役場〔復元〕）（大字二本木710）

公民館
- 生涯学習センター（瑞穂第一小内）（小ホール、集会室、いこいの間）
- 武蔵野コミュニティセンター（むさし野一丁目5番地、瑞穂アパート27号棟1階）
- 元狭山コミュニティセンター（大字二本木673-1）
- 長岡コミュニティセンター（大字箱根ケ崎1180） ※平成23年11月27日オープン

### 運動施設
- 中央体育館
- ビューパーク競技場（スカイホールに隣接）
- 町営プール（25ｍプールほか）
- 武道館（柔道、剣道）
- 町営グランド（野球場、庭球場）
- 町営第二グランド（野球場、ゲートボール場）
- 町営第二庭球場
- 町営少年サッカー場（クラブハウス有り）
- シクラメンスポーツ公園

### その他の施設
- みずほリサイクルプラザ（中間処理を行う工場棟、ごみ処理の学習や環境問題啓発を行うプラザ棟）
- 瑞穂斎場（近隣市町で構成される一部事務組合が運営）

## 対外関係

### 姉妹都市・提携都市

#### 海外
姉妹都市
- モーガンヒル（アメリカ合衆国 カリフォルニア州）
2006年（平成18年）7月3日 - 姉妹都市締結[10]。

提携都市
- コーンケン（タイ王国 イーサーン地方 コーンケン県）
2016年（平成28年）6月16日 - 都市交流提携締結[11]。

#### 国内
提携都市
- 瑞穂市（中部地方 岐阜県）
2013年（平成25年）1月31日 - 災害時相互応援協定締結[12]。

## 経済

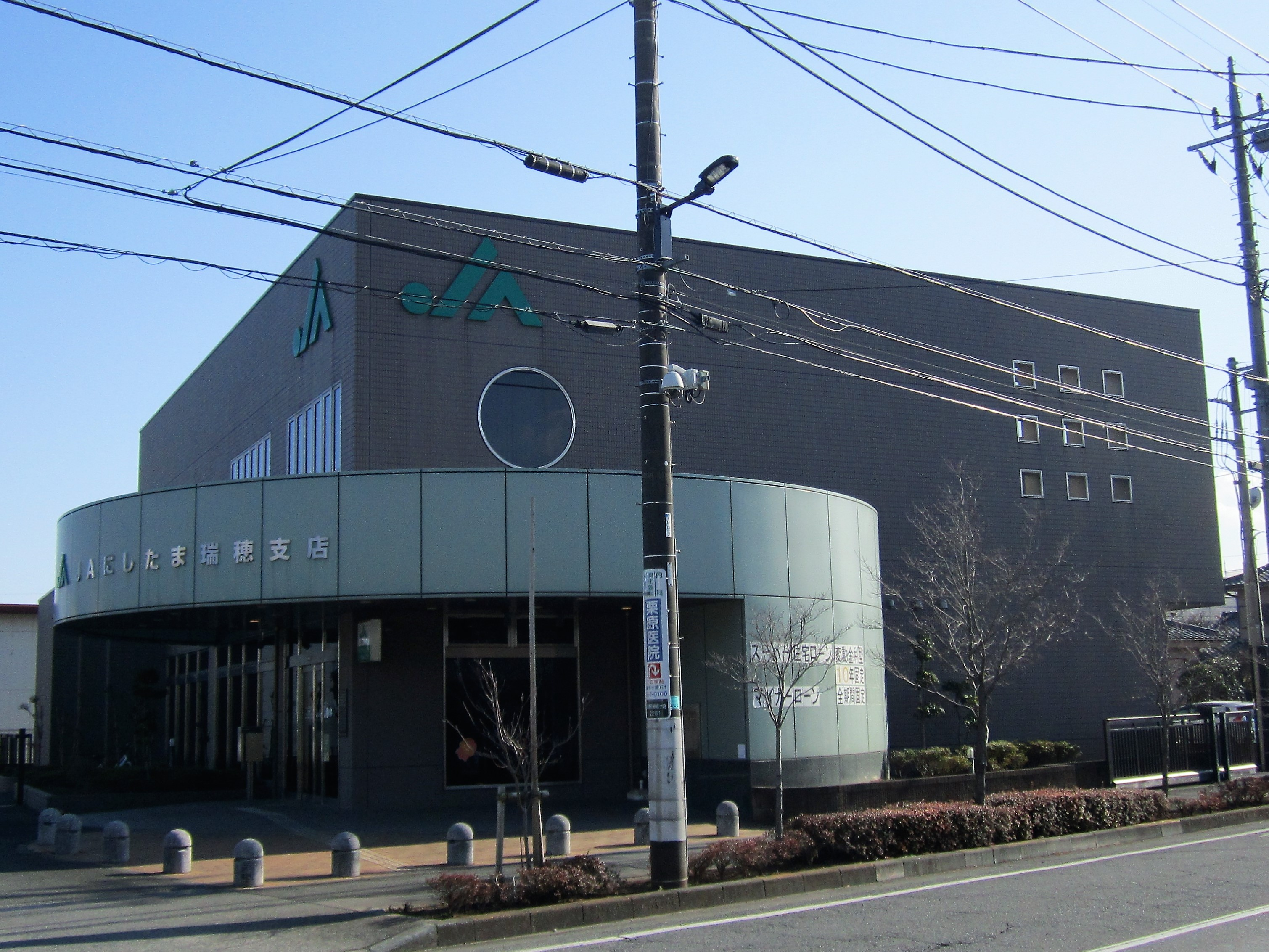
JAにしたま瑞穂支店

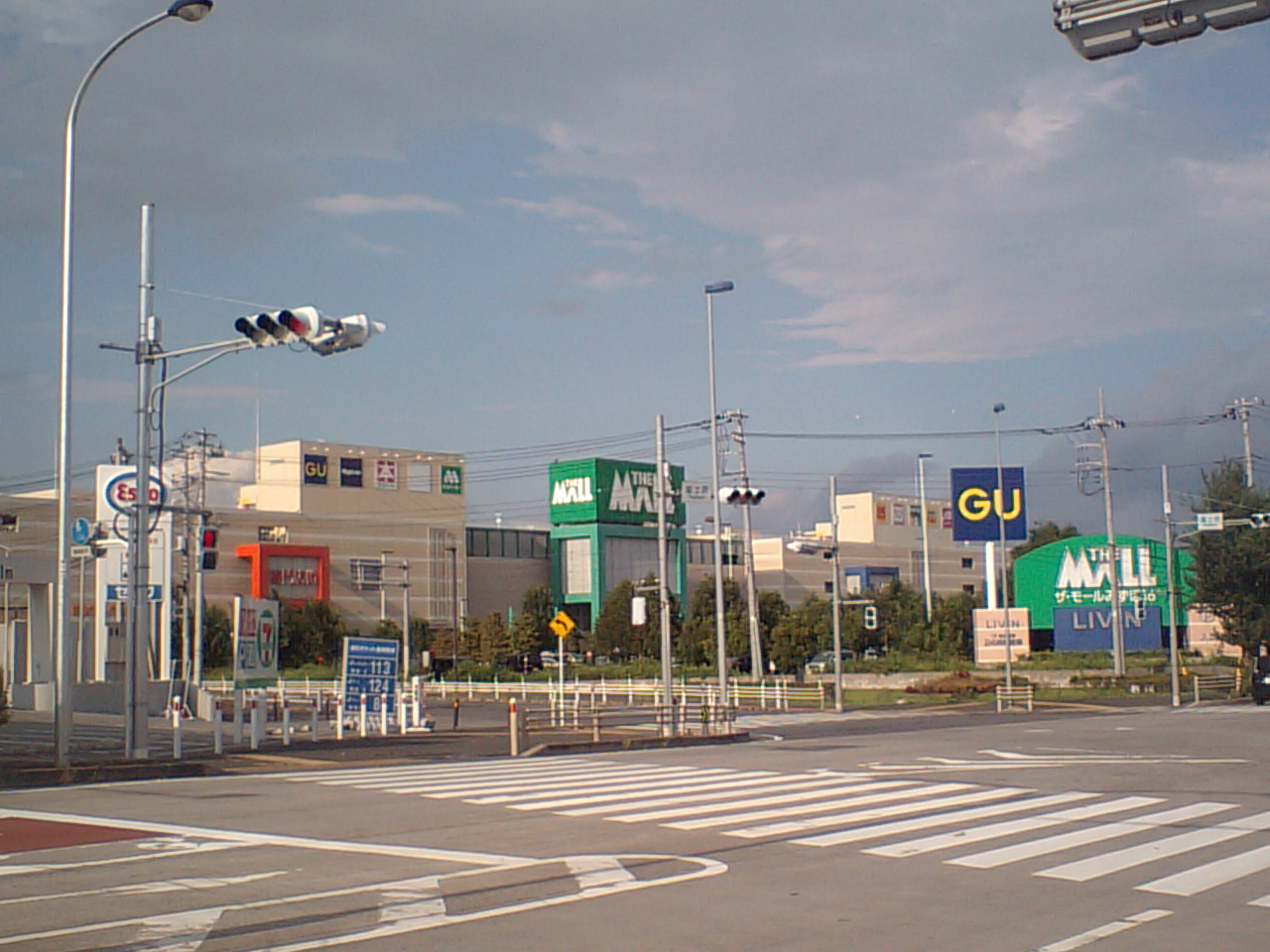
ザ・モールみずほ16

### 第一次産業

#### 農業
主な農産物
- 東京狭山茶（栽培面積東京都第1位）
- シクラメン（長岡地区の岩蔵街道沿いにシクラメン農家が立ち並ぶため、シクラメン街道とも呼ばれている）

農業協同組合
- 東京狭山茶農業協同組合
- 西多摩農業協同組合（JAにしたま）
  - 瑞穂支店

### 第二次産業

#### 工業
2009年の工業事業所数は 233、従業員数は 5,838 人、製品出荷額は約 3,269億円、付加価値額は約1,992億円である 。
主な企業
- IHI 瑞穂工場 （航空エンジン・宇宙機器）
- オリジン (メーカー)  瑞穂工場 （合成樹脂塗料）
- ダイトロン 特機工場（電子部品）
- トーヨーアサノ 東京工場 （コンクリートパイル）
- 奥多摩工業 瑞穂工場・技術研究所 （石灰）
- プリモ 本社・工場（音響機器）

### 第三次産業

#### 商業
主な商業施設
- オリンピック瑞穂店
- ドン・キホーテ多摩瑞穂店
- ジョイフル本田瑞穂店
- ジャパンミート生鮮館瑞穂店（ジョイフル本田瑞穂店併設）
- 好日山荘瑞穂店
- シモダディスカウントセンター瑞穂店

※かつて町内に存在した商業施設
- カネマン石畑店（2019年3月31日閉店）
- ザ・モールみずほ16（2022年2月28日閉店）

## 情報・通信

### マスメディア

#### 放送局
テレビ放送
- 瑞穂ケーブルテレビ（入間ケーブルテレビ）
- 多摩ケーブルネットワーク（長岡4丁目）

ラジオ放送
- FM-CHAPPY 77.7MHz （入間市・災害時の緊急放送協定を結んでいる）

## 生活基盤

### ライフライン

#### 電信
- NTT東日本[14]

市外局番
- 042[立川MA]
- 0428[青梅MA]（長岡4丁目の一部）

## 教育

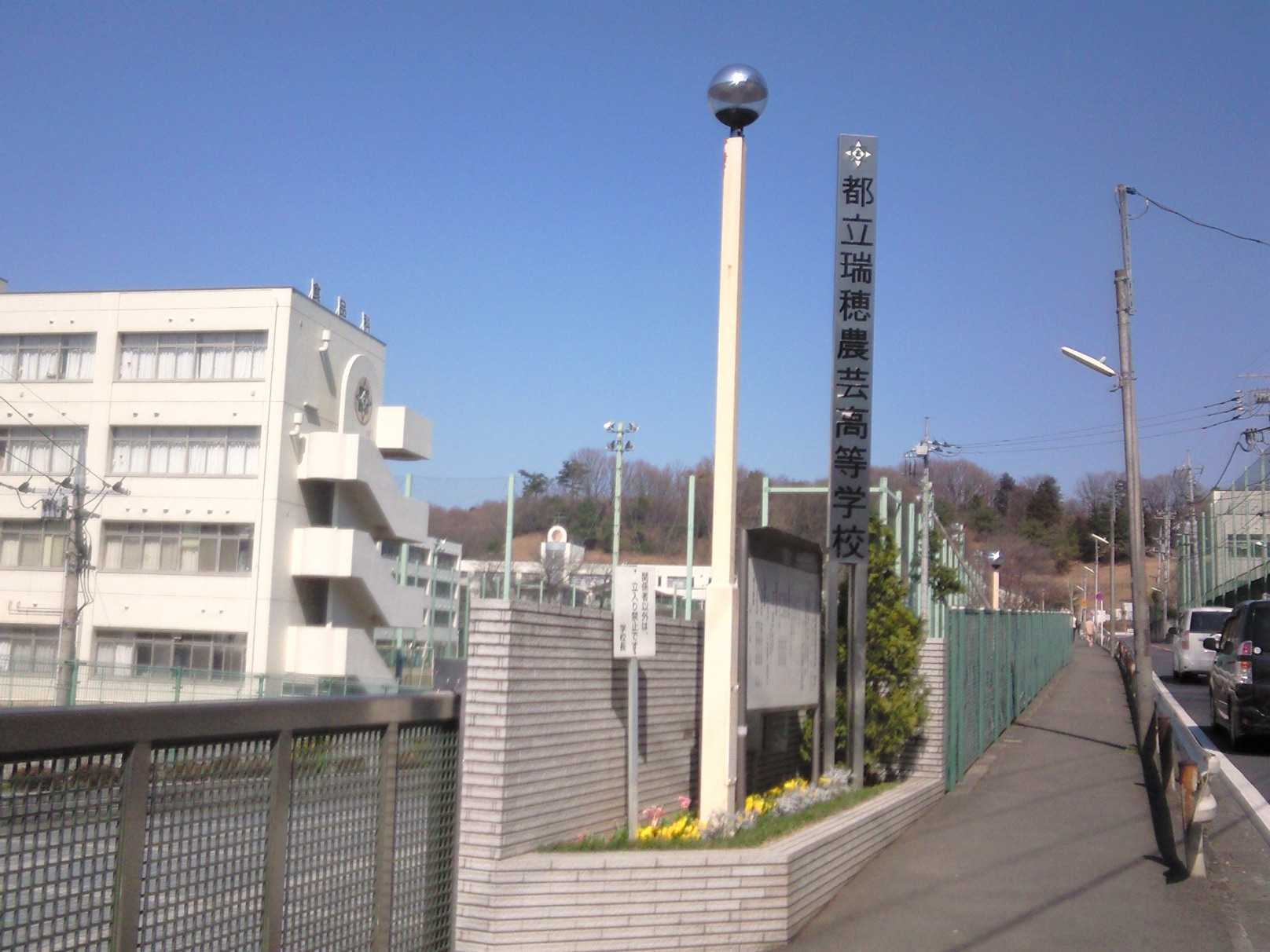
東京都立瑞穂農芸高等学校

### 高等学校
都立
- 東京都立瑞穂農芸高等学校

### 中学校
町立
- 瑞穂町立瑞穂中学校
- 瑞穂町立瑞穂第二中学校

### 小学校
町立
- 瑞穂町立瑞穂第一小学校
- 瑞穂町立瑞穂第二小学校
- 瑞穂町立瑞穂第三小学校
- 瑞穂町立瑞穂第四小学校
- 瑞穂町立瑞穂第五小学校

## 交通

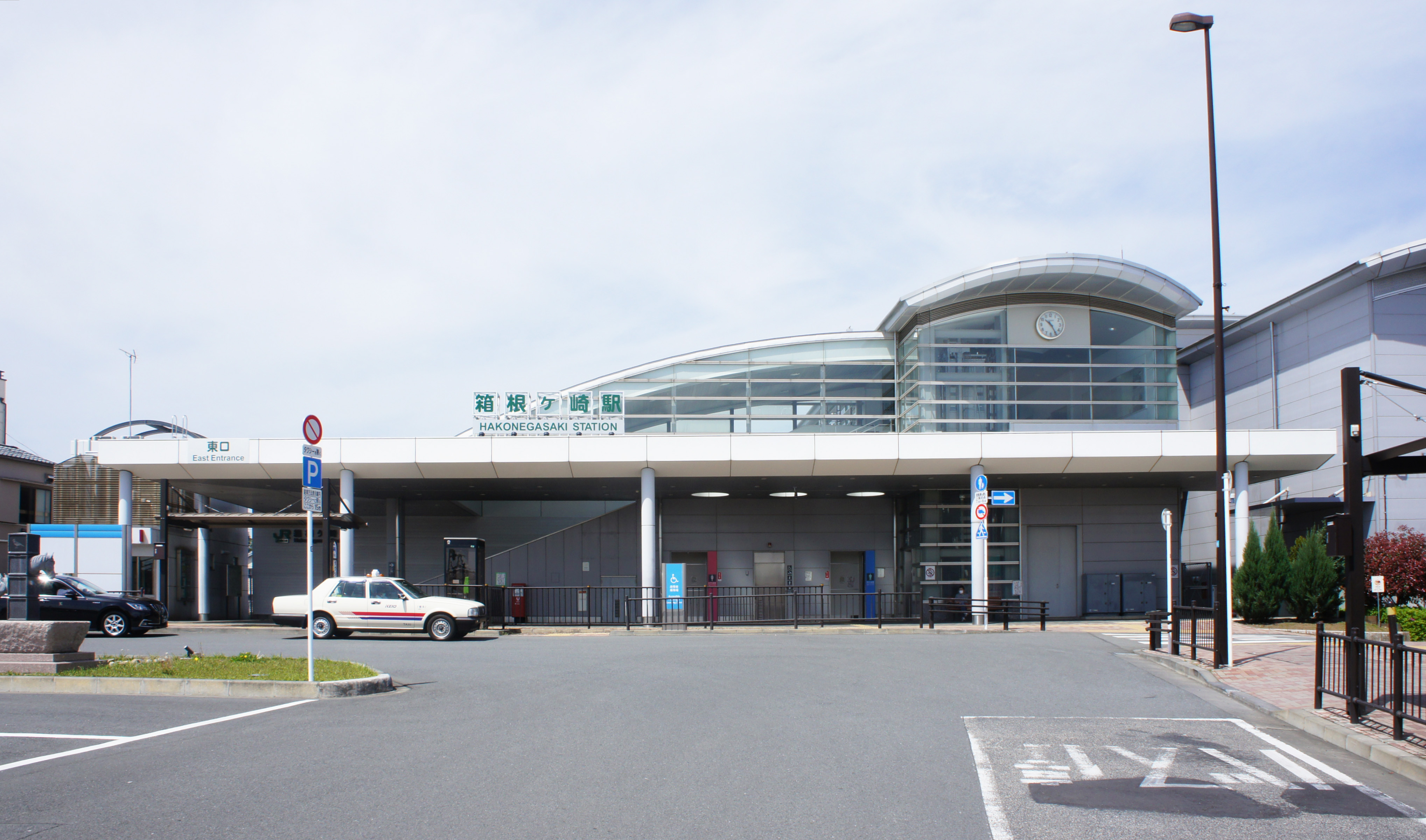
箱根ケ崎駅

### 空路

#### 空港
町内に旅客空港は存在しないが、横田基地の軍用飛行場である横田飛行場が、福生市・武蔵村山市・立川市・羽村市・昭島市を跨って所在する。

### 鉄道
東日本旅客鉄道（JR東日本）
- 八高線：箱根ケ崎駅

### 路線バス
- 都営バス梅70系統（早稲田自動車営業所青梅支所）

青梅線 青梅駅方面・東大和市駅・JR新小平駅・青梅街道駅・経由西武新宿線 花小金井駅方面（一部は小平駅行） - 青梅街道上を走行。一部箱根ヶ崎駅へ乗り入れ。
- 立川バス（福生営業所[注釈 1]）

中央線 立川駅方面・西武拝島線 西武立川駅、青梅線 昭島駅、福生駅、羽村駅方面
- 西武バス（飯能営業所）

西武池袋線 入間市駅方面
- 西東京バス

三ツ原循環西廻り、日立製作所バス停が当町に掛かる。
- コミュニティバス

瑞穂町コミュニティバス（立川バス福生営業所）
過去には瑞穂町福祉バス（武州交通興業瑞穂営業所に委託、町内に在住する交通弱者専用の無料巡回バス）があったが、瑞穂町コミュニティバスに転換。

### 道路

#### 高速道路
- なし
  - 構想として、地域高規格道路である多摩新宿線が青梅街道、新青梅街道に並行する形で町内を通るルート案が存在する[15][16]。

#### 国道
- 国道16号

#### 都道
主要地方道
- 東京都道5号新宿青梅線（青梅街道、新青梅街道）
- 東京都道44号瑞穂富岡線（岩蔵街道）

一般都道
- 東京都道166号瑞穂あきる野八王子線（東京環状・旧国道16号）
- 東京都道163号羽村瑞穂線 （羽村街道）
- 東京都道179号所沢青梅線
- 東京都道218号二本木飯能線
- 東京都道219号狭山下宮寺線

## 観光

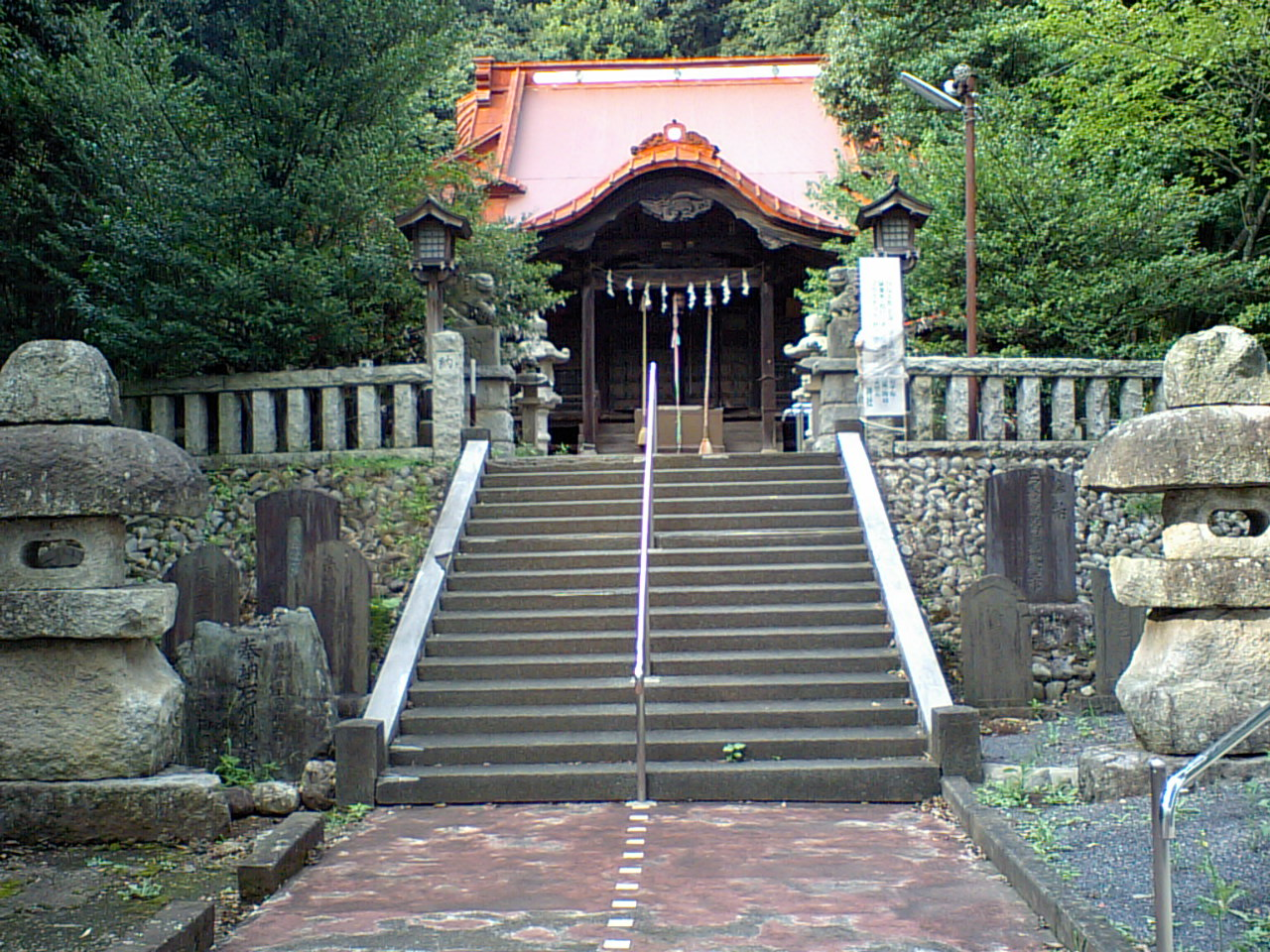
阿豆佐味天神社

### 名所・旧跡
主な寺院
- 円福寺 - 東京だるまのだるま市が催される。

主な神社
- 阿豆佐味天神社 - 延喜式内の古社

街道
- 日光脇往還・青梅街道
  - 箱根ケ崎宿

### 観光スポット
- "トトロの森"と呼ばれる狭山丘陵が、町中央部から東方に広がる。

周辺は六道山展望台付近を除いて、野山北・六道山公園として東京都により整備されている（展望台付近は町立文化の森・六道山公園）。
- 東京都立狭山自然公園
  - 狭山池公園・狭山池（町営の公園になっている）
- 六道山公園 - 狭山丘陵の一角
- 長岡温室とシクラメン街道（岩蔵街道沿い）
- 瑞穂町郷土資料館

## 文化・名物

### 祭事・催事
- 六道山さくらまつり （4月上旬）
- 残堀川ふれあいイベント （5月）
- 殿ヶ谷・石畑・箱根ケ崎三地区合同夏祭り （7月の上旬 - 中旬）
- サマーフェスティバル （8月の第3土曜日（雨天時は翌日の日曜日に延期））
- 町民体育祭 （10月）
- こどもフェスティバル （10月）
- 総合文化祭 （10月下旬～11月上旬）
- 産業祭 （11月）
- 駅伝競走大会 （1月）

### 名産・特産
- 東京だるま（多摩だるま） - 毎年1月18日に円福寺（町内箱根ケ崎）でだるま市が開かれる。
- 東京狭山茶
- シクラメン - 東京都内では最大の生産量。
- 村山大島紬

## 出身関連著名人

### 出身著名人
- 中村忠 - 元サッカー選手、FC東京U-18監督
- 畑大雅 - サッカー選手
- 根元俊一 - 元プロ野球選手、千葉ロッテマリーンズ二軍内野守備・走塁コーチ
- 小桜エツ子[17] - 声優
- 成嶋竜 - 空手家、極真会館
- 栗原正己 - ミュージシャン、栗コーダーカルテットのメンバー
- 山下美月 - 女優、 乃木坂46元メンバー
- 白鳥大珠 - キックボクサー
- ニセキン - ものまねタレント

### ゆかりの人物
- 大瀧詠一 - シンガーソングライター。生前に在住していた。
- 村瀬継蔵 - 造形物製作者。瑞穂町を拠点に活動している。
- 宮原華音 - 女優・グラビアアイドル・格闘家。秋田県で生まれたのち瑞穂町に在住していた。